# Eggebæk Sogn
Eggebæk Sogn (på tysk Kirchspiel Eggebek) er et sogn i Sydslesvig. Sognet lå dels i Ugle Herred (Flensborg Amt), dels i Mårkær Herred, Treja Herred og Bollingsted Fogderi (Gottorp Amt), nu i kommunerne Bollingsted, Eggebæk, Jerrishøj, Langsted og delvis i Tarp (Kjeldbæk og Tornskov) og Sølvested (Esperstoft, Hønning og Kokholm) i Slesvig-Flensborg Kreds i delstaten Slesvig-Holsten.
I Eggebæk Sogn findes flg. stednavne:
- Bastlund[1] (Basland)
- Bollingsted (Bollingstedt)
- Byskov (Büschauer Holz)
- Eggebæk (Eggebek)
- Engbro
- Esperstoft
- Hønning eller Hynning
- Jerrishøj (Jerrishoe)
- Kjeldbæk (også Kilbæk, på tysk Keelbek)
- Kokholm (Kockholm)
- Gørreså[2], Køsaa
- Langsted (Langstedt)
- Røe
- Tornskov (Tornschau)
- Tydal (Tüdal)
- Stenholt
- Vesterskov